# Almas de Pedra
Almas de Pedra é uma telenovela brasileira produzida pela extinta TV Excelsior e exibida de 1 de março a 24 de junho de 1966 no horário das 19h30, totalizando 100 capítulos. Foi escrita por Ivani Ribeiro e dirigida por Walter Avancini.
Sua história é baseada no romance Mulheres de Bronze, de Xavier Montepin.
Uma de suas protagonistas, a atriz Glória Menezes, atuou em boa parte da história com barba, cabelo curto e roupas masculinas.

## Sinopse
Cristina se passa por um homem para vingar seu pai assassinado, e vai transformar-se em Cristiano. Para isso, toma aulas de masculinidade com Danilo, por quem se apaixona.

## Elenco
| Ator/Atriz            | Personagem                 |
| --------------------- | -------------------------- |
| Glória Menezes        | Cristina Ramalho/Cristiano |
| Tarcísio Meira        | Danilo                     |
| Armando Bógus         | Ricardo                    |
| Íris Bruzzi           | Ruth Ramalho               |
| Susana Vieira         | Natália Ramalho (Naná)     |
| Francisco Cuoco       | Felipe                     |
| Ivan Mesquita         | Vilaça                     |
| Marlene França        | Eugênia                    |
| Murilo Amorim Correa  | Silvano                    |
| Jacyra Silva          | Maria                      |
| Sílvio Rocha          | Dr. Noronha                |
| Carminha Brandão      | Noêmia                     |
| Jovelthy Archângelo   | Leopoldo                   |
| Maria Aparecida Alves | Leonor                     |
| Paulo Figueiredo      | Adriano                    |
| Jacira Sampaio        | Ana                        |
| Domício Costa         | Simão                      |
| Edmundo Lopes         | Oscar Ramalho              |